# پرسیکا (مجله)
پرسیکا (به انگلیسی: Persica) مجله سالانه مطالعات میان‌رشته‌ای داوری همتا شده مجله دانشگاهی است که توسط انتشارات پیترز منتشر می شود. این مجله، ژورنال رسمی انجمن ایرانی‌های هلندی است. این ژورنال در ایندکس اسلامیکوس هم فهرست و مختصر شده است. مجله به زبان های آلمانی، فرانسوی و انگلیسی منتشر می شود.

## External links
- وبگاه رسمی